# Ribeira dos Gafanhotos
A Ribeira dos Gafanhotos é um curso de água português localizado na aldeia dos Biscoitos, concelho da Calheta, ilha de São Jorge, arquipélago dos Açores.
Este curso de água tem origem a uma cota de cerca de 600 metros de altitude nos contrafortes montanhosos do Complexo Vulcânico do Topo, designadamente no Pico da Caldeira. Procede à drenagem de uma bacia hidrográfica que engloba os contrafortes desta elevação e parte da elevação do Pico do Paul.
Desagua no Oceano Atlântico depois de atravesar entre a localidade dos Biscoitos e a Cruz Nova, na Fajã Grande próximo à a zona balnear e ao Parque de Campismo da Fajã Grande.